# Бристол (Индијана)
Бристол (енгл. Bristol) град је у америчкој савезној држави Индијана.

## Демографија
По попису из 2010. године број становника је 1.602, што је 220 (15,9%) становника више него 2000. године.
| Група             | 2000.         | 2010.         |
| Белци             | 1.206 (87,3%) | 1.331 (83,1%) |
| Афроамериканци    | 16 (1,2%)     | 33 (2,1%)     |
| Азијати           | 17 (1,2%)     | 24 (1,5%)     |
| Хиспаноамериканци | 106 (7,7%)    | 164 (10,2%)   |
| Укупно            | 1.382         | 1.602         |